# Tomás López de Vargas Machuca
Tomás López de Vargas Machuca   (Madrid, 1730 - Madrid, 19 de juliol de 1802) fou un cartògraf castellà.
Estudià a l'Academia de Belles Arts de San Fernando i després, enviat pel govern espanyol, estudià cartografia i tècnica de gravat a París amb el cartògraf francès Jean Baptiste Bourguignon d'Anville (1697-1782). Realitzà una gran enquesta a tot el territori espanyol, que envià a bisbes, capellans, administradors i personatges destacats de tota mena a cada regió o localitat. Els seus mapes destaquen per la perfecció del gravat i la qualitat de la impressió, encara que pateixen d'una certa falta de precisió.
És autor de l'Atlas geográfico de la América Septentrional (París 1758). El 1778 va publicar el “Mapa de la isla de Iviza, dividido en cinco partes, llamadas Quartones”, que era una versió del que havia realitzat l'any 1765 l'enginyer José García Martínez. El 1782 va publicar “Mapa de la isla de Formentera la de Espartell y la de Espalmador” amb alguns errors provinents del fet que no realitzava el treball sobre el terreny, sinó que reproduïa obres d'altres, sense contrastar. El 1804, es va publicar el seu Atlas Geográfico d'España, el primer atles produït per un espanyol que els seus fills van tornar a publicar en noves edicions el 1810 i el 1830.